# Nasoni Naqiri
Pas d'image ? Cliquez ici

a Compétitions nationales et continentales officielles uniquement.

b Matchs officiels uniquement.
Dernière mise à jour le 8 avril 2025.
Nasoni Naqiri Kunavore, né le 30 juillet 1993, est un joueur fidjien de rugby à XV évoluant principalement au poste de centre.

## Carrière
Nasoni Naqiri est découvert durant la Coupe du monde des moins de 20 ans à Vannes qu'il dispute avec l'équipe des Fidji des moins de 20 ans (5 matches et 1 essai) par Henry Broncan qui revient à Albi avec trois joueurs fidjiens dont Naqiri. 
Il fait ses débuts avec le SC Albi lors de la saison 2013-2014 de Pro D2. 
Durant ses deux premières saisons, il joue peu (seulement 14 matches en deux saisons). Il s'impose dans l'équipe à partir de la saison 2015-2016. 
En quatre saisons avec le SC Albi, il aura disputé 68 matches et inscrit 16 essais.
A l'été 2017, il reste en Pro D2 et rejoint l'USON Nevers. En mars 2021, il résilie son contrat avec le club. Entre 2017 et 2021, il aura disputé 55 matches de championnat.
En mars 2021, il rejoint Soyaux Angoulême XV Charente jusqu'à la fin de la saison en tant que joker médical de Marvin Lestremau.
En 2024, il fait son retour au SC Albi, évoluant désormais en Nationale.

## Palmarès
Néant.